# The Silver Lining (1919)
The Silver Lining é um filme mudo do gênero esporte produzido no Reino Unido em 1919, dirigido por A.E. Coleby e com atuações de Billy Wells, Ella Milne e Richard Buttery.